# Fyllo
Fyllo (in greco Φύλλο?) è un ex comune della Grecia nella periferia della Tessaglia di 4043 abitanti secondo i dati del censimento 2001
È stato soppresso a seguito della riforma amministrativa detta Programma Callicrate in vigore dal gennaio 2011 ed è ora compreso nel comune di Palamas